# Torre Milà (el Montmell)
La Torre Milà és una obra del Montmell (Baix Penedès) declarada Bé Cultural d'Interès Nacional.

## Descripció
Restes d'una torre rodona medieval situada prop de la carretera d'Aiguaviva a Vila-rodona. Ha donat nom al serral on es troba. La torre té un diàmetre de menys de 3 metres i una alçada de 7 metres. L'espai inferior està tancat per una falsa volta. Originàriament devia tenir un pis superior on s'obria la porta d'accés. A l'interior hi ha vestigis d'opus spicatum.